# Vermiculus crassus
Vermiculus crassus är en djurart som tillhör fylumet slemmaskar, och som beskrevs av Dalyell 1853. Vermiculus crassus ingår i släktet Vermiculus, fylumet slemmaskar och riket djur. Inga underarter finns listade i Catalogue of Life.